# ادوارد آترتون
ادوارد آترتون (انگلیسی: Edward Atterton؛ زادهٔ ۲۴ ژانویهٔ ۱۹۶۲) بازیگر اهل بریتانیا است. از فیلم‌ها یا برنامه‌های تلویزیونی که وی در آن نقش داشته است، می‌توان به فرزندان تلماسه فرانک هربرت،گوژپشتی، کارولینا و مردی با نقاب آهنین اشاره کرد.